# Trox scaber
Trox scaber es una especie de coleóptero de la familia Trogidae.

## Distribución geográfica
Se distribuyen por casi todo el mundo, excepto África tropical.